# Rhorus varifrons
Rhorus varifrons är en stekelart som först beskrevs av Cresson 1868.  Rhorus varifrons ingår i släktet Rhorus och familjen brokparasitsteklar. Inga underarter finns listade i Catalogue of Life.